# Корнеев, Владимир Васильевич
Владимир Васильевич Корнеев (15 апреля 1927 года, с. Губкино, Спасский район, Рязанская область, РСФСР, СССР — 14 февраля 2008 года) — советский и российский художник, мастер декоративно-прикладного искусства по художественному стеклу, народный художник Российской Федерации (2003).

## Биография
Родился 15 апреля 1927 году в селе Губкино Спасского района Рязанской области.
В 1951 году — окончил Рязанское областное художественное училище, в 1960 году — отделение стекла Ленинградского высшего художественно-промышленного училища имени В. И. Мухиной.
С 1960 по 1962 годы — работал художником на Краснодарском фарфоровом заводе.
С 1962 по 2005 годы — художник Гусевского хрустального завода, с 1969 по 1999 годы — главный художник.
С 1967 года — член Союза художников СССР.
С 1962 года — постоянный участник советских и международных выставок, всемирных выставок ЭКСПО (Монреаль, 1967; Осака, 1970).
Произведения экспонируются в Государственном музее керамики, в музее «Усадьба Кусково XVIII в.», во Всероссийском музее декоративно-прикладного и народного искусства, в Государственном музее-заповеднике «Царицыно» (г. Москва); в Государственном Русском музее (г. Санкт-Петербург); во Владимиро-Суздальском музее-заповеднике (г. Владимир); в Музее хрусталя (г. Гусь-Хрустальный); в Красноярском и Тульском областных художественных музеях, в Новосибирской областной картинной галерее; в Загорском государственном историко-художественном музее-заповеднике, а также в частных коллекциях России и за рубежом.
Владимир Васильевич Корнеев умер 14 февраля 2008 года.

### Судьба авторских прав на произведения
В 2011 году жена и дочь мастера по результатам решения суда получили денежную компенсацию за нарушение авторских мастера от Гусь-Хрустального завода.

## Награды
- Государственная премия РСФСР имени И. Е. Репина (В. С. Муратовым, Е. И. Роговым, В. А. Филатовым, за 1974 год) — за создание для массового выпуска высокохудожественных образцов изделий из стекла на Гусевском хрустальном заводе МСПМ СССР
- Народный художник Российской Федерации (2003)
- Заслуженный художник РСФСР (1979)
- Почётный Диплом Всесоюзного конкурса (1967) — за создание памятника первым комсомольцам города Гусь-Хрустального
- Золотые медали Международной выставки стекла и фарфора «Яблонец-76» (Чехословакия, 1976) — за сервиз «Серебристый» и блюдо «Янтарное»
- Первая премия Всесоюзного конкурса, посвященного Олимпиаде-80 (1980) — за декоративное блюдо «Олимпийский венок»